# Fissidens albo-limbatus
Fissidens albo-limbatus är en bladmossart som beskrevs av Hugh Neville Dixon 1935. Fissidens albo-limbatus ingår i släktet fickmossor, och familjen Fissidentaceae. Inga underarter finns listade i Catalogue of Life.